# Сборная Японии по футболу
Сбо́рная Япо́нии по футбо́лу — национальная футбольная сборная, которая представляет Японию на международных матчах и турнирах по футболу. Управляющая организация — Футбольная Ассоциация Японии.

## Прозвища сборной
Обычно национальную сборную называют Сакка Ниппон Дайхё (яп. サッカー日本代表), Ниппон Дайхё (яп. 日本代表) или просто Блю лок (яп. 代表). Хотя у команды нет официального прозвища, её также часто называют именем главного тренера. Например, под руководством Такэси Окады команда была известна как Okada Japan (яп. 岡田ジャパン, Окада Япония). В последнее время за сборной также закрепилось прозвище Синие самураи (англ. Samurai Blue, яп. サムライ・ブルー), но в прессе сборную по-прежнему называют именем главного тренера — Moriyasu Japan (яп. 森保ジャパン, Мориясу Япония) 
Япония — самая титулованная национальная сборная в Азии, имеющая в своём активе 4 победы в розыгрышах Кубка Азии и выход в 1/8 финала на чемпионатах мира 2002, 2010 и 2018 годов. Япония также выходила в финал Кубка конфедераций 2001 годах.

## История
Первым значительным достижением Японии в международном футболе стала Олимпиада 1968 года в Мехико, где команда завоевала бронзовые медали. Но хотя это достижение и повысило признание футбола в Японии, отсутствие профессиональной лиги сильно затрудняло его развитие и Японии пришлось ждать ещё 30 лет до своего первого чемпионата мира.
В 1991 году владельцы полупрофессиональной Японской футбольной лиги согласились на её роспуск и переформирование в профессиональную Джей-лигу, чтобы поднять престиж данного вида спорта и усилить национальную сборную. С образованием новой лиги в 1993 году, интерес к футболу и национальной команде значительно вырос.
Однако первая попытка квалифицироваться с помощью профессиональных игроков на чемпионат мира 1994 года закончилась для Японии досадной потерей путёвки в финальный раунд в последний момент, когда сборная не смогла обыграть Ирак в последнем матче квалификации. Этот матч, который проходил на нейтральном поле в Катаре, японские болельщики окрестили как «Трагедия в Дохе» или «Агония в Дохе».
Первым мировым первенством для Японии стал чемпионат мира по футболу 1998 во Франции, где она проиграла все 3 матча. В первых двух матчах, несмотря на хороший уровень игры, команда проиграла со счётом 0:1 Аргентине и Хорватии. А закончилось выступление Японии неожиданным поражением аутсайдерам из Ямайки со счётом 1:2.
Четыре года спустя Япония вместе с Республикой Корея принимали у себя чемпионат мира 2002 года. Несмотря на ничью 2:2 в первом матче против Бельгии, команда прошла в следующий раунд, обыграв со счётом 1:0 Россию и со счётом 2:0 Тунис. Однако их продвижение на этом закончилось и в 1/8 финала команда проиграла 0:1 будущему третьему призёру сборной Турции.
8 июня 2005 года Япония квалифицировалась на третий подряд чемпионат мира, обыграв на нейтральном поле КНДР со счётом 2:0. Однако в Германии сборная не смогла выиграть ни одного матча, проиграв 1:3 Австралии, сыграв 0:0 с Хорватией и проиграв 1:4 Бразилии.
Во время квалификации на чемпионат мира 2010 года в ЮАР Япония стала первой командой после хозяев, попавшей в финальный раунд, обыграв на выезде Узбекистан 1:0. В первом матче Япония обыграла Камерун со счётом 1:0, но в следующей игре с таким же счётом проиграла Нидерландам. В решающем матче Япония уверенно обыграла Данию 3:1 и вышла в следующий раунд со второго места. В 1/8 финала Япония проиграла по пенальти Парагваю после того, как основное и дополнительное время матча закончилось со счётом 0:0.
Значительно большего успеха Японии удалось достичь в Кубке Азии, где она одержала победу в 4 турнирах (1992, 2000, 2004, 2011) из 7, в которых принимала участие. Принципиальными соперниками Японии в Азии являются Республика Корея и Саудовская Аравия, а также, после вхождения в азиатскую зону, Австралия.
В начале 2011 года Япония принимала участие в своём седьмом Кубке Азии, который проходил в Катаре. Команда заняла первое место в группе, сыграв вничью 1:1 с Иорданией и обыграв 2:1 Сирию и 5:0 Саудовскую Аравию. В четвертьфинале Японии удалось в меньшинстве одержать волевую победу 3:2 над хозяевами турнира. В 1/2 финала японцам противостоял их давний соперник — Республика Корея. Основное и дополнительное время матча закончилось со счётом 2:2, а в серии пенальти с лучшей стороны проявил себя голкипер Японии Эйдзи Кавасима, отбивший два удара корейцев. В финале Японии противостояла Австралия. Основное время матча закончилось со счётом 0:0, а в овертайме точный удар новичка сборной, Таданари Ли, принёс Японии четвёртый титул победителя Кубка Азии.
Япония — единственная команда не из Америки, которая принимала участие в Кубке Америки по футболу, будучи приглашённой туда в качестве гостя в 1999 и 2019 годах.
4 июня 2013 года, сыграв на своём поле вничью 1:1 со сборной Австралии, японцы гарантировали себе участие в чемпионате мира 2014 года в Бразилии, который стал пятым подряд для страны восходящего солнца. Как и четырьмя годами ранее, эта сборная стала первой командой, квалифицировавшейся на турнир через сито отборочных матчей (самым первым участником мирового первенства всегда становится сборная страны-хозяйки). На турнире сборная заработала всего одно очко и не вышла из несложной группы. В первом матче с Кот д’Ивуаром, ведя со счётом 1:0 благодаря голу Хонды в первом тайме, сборная Японии после перерыва пропустила 2 мяча и проиграла. Во втором матче японцы сыграли нулевую ничью с Грецией. Чтобы выйти в плей-офф, сборной нужно было обыгрывать Колумбию, а также надеяться на победу греков с минимальным счётом над Кот-д’Ивуаром; в случае ничьи в параллельном матче Японии нужно было обыгрывать Колумбию с разницей в два мяча. Однако Греция выиграла свой матч со счётом 2:1, а азиаты проиграли со счётом 1:4 и пропустили вперёд греков.
На чемпионате мира 2018 в России Япония попала в группу вместе с Колумбией, Польшей и Сенегалом. В первом матче против Колумбии японцы выиграли (2:1), после сыграли вничью с Сенегалом (2:2). Последний матч предстояло сыграть против Польши, которая проиграла оба матча. В параллельном матче Сенегал проиграл Колумбии (0:1). Колумбия прошла в плей-офф с 6 очками. Япония проиграла Польше (0:1). Сенегал и Япония набрали по 4 очка. По забитым и пропущенным голам обе команды подошли с одинаковыми результатами. В итоге в плей-офф прошла Япония благодаря системе фейр-плей (система подсчета желтых и красных карточек). В 1/8 финала сборная Японии проиграла сборной Бельгии со счётом 2:3, ведя 2:0 по ходу матча.
Квалифицирован для участия в чемпионате мира 2022 года. В первом туре чемпионата мира он встречался со сборными Испании, Германии и Коста-Рики в своей группе. У них 2 победы и 1 поражение в групповых матчах. По итогам групповых матчей они квалифицировались и вошли в число последних 16 команд, став лидером группы с 6 очками. В 1/8 финала соперником была Хорватия. Результат матча против Хорватии закончился 1-1. Так как в овертайме не было голов, пошли пенальти. В результате серии пенальти они проиграли 1-3 и попрощались с турниром.

## История выступлений на международных турнирах

### Выступления на чемпионатах мира
Сборная Японии принимала участие в 7 чемпионатах мира. Первый раз прошла квалификацию в 1998 году и с этого года стабильно проходит квалификацию. С 1992 года по 1998 год сборная Японии значительно улучшила свою игру, что отразилось на 55 позиций (с 66ого на 9ое место) в рейтинге ФИФА.
| Финальная стадия | Финальная стадия       | Финальная стадия       | Финальная стадия       | Финальная стадия       | Финальная стадия       | Финальная стадия       | Финальная стадия       |                                     | Квалификация                        | Квалификация                        | Квалификация                        | Квалификация                        | Квалификация |
| Год              | Раунд                  | Место                  | И                      | В                      | Н                      | П                      | Мячи                   | И                                   | В                                   | Н                                   | П                                   | Мячи                                |              |
| ---------------- | ---------------------- | ---------------------- | ---------------------- | ---------------------- | ---------------------- | ---------------------- | ---------------------- | ----------------------------------- | ----------------------------------- | ----------------------------------- | ----------------------------------- | ----------------------------------- | ------------ |
| 1930             | Снялась                | Снялась                | Снялась                | Снялась                | Снялась                | Снялась                | Снялась                | Квалифицирована как приглашенная    | Квалифицирована как приглашенная    | Квалифицирована как приглашенная    | Квалифицирована как приглашенная    | Квалифицирована как приглашенная    |              |
| 1934             | Не участвовала         | Не участвовала         | Не участвовала         | Не участвовала         | Не участвовала         | Не участвовала         | Не участвовала         | Не участвовала                      | Не участвовала                      | Не участвовала                      | Не участвовала                      | Не участвовала                      |              |
| 1938             | Снялась                | Снялась                | Снялась                | Снялась                | Снялась                | Снялась                | Снялась                | Снялась                             | Снялась                             | Снялась                             | Снялась                             | Снялась                             |              |
| 1950             | Отстранена от ФИФА     | Отстранена от ФИФА     | Отстранена от ФИФА     | Отстранена от ФИФА     | Отстранена от ФИФА     | Отстранена от ФИФА     | Отстранена от ФИФА     | Отстранена от ФИФА                  | Отстранена от ФИФА                  | Отстранена от ФИФА                  | Отстранена от ФИФА                  | Отстранена от ФИФА                  |              |
| 1954             | Не прошла квалификацию | Не прошла квалификацию | Не прошла квалификацию | Не прошла квалификацию | Не прошла квалификацию | Не прошла квалификацию | Не прошла квалификацию | 2                                   | 0                                   | 1                                   | 3                                   | 3-7                                 |              |
| 1958             | Не участвовала         | Не участвовала         | Не участвовала         | Не участвовала         | Не участвовала         | Не участвовала         | Не участвовала         | Не участвовала                      | Не участвовала                      | Не участвовала                      | Не участвовала                      | Не участвовала                      |              |
| 1962             | Не прошла квалификацию | Не прошла квалификацию | Не прошла квалификацию | Не прошла квалификацию | Не прошла квалификацию | Не прошла квалификацию | Не прошла квалификацию | 2                                   | 0                                   | 0                                   | 2                                   | 1-4                                 |              |
| 1966             | Не участвовала         | Не участвовала         | Не участвовала         | Не участвовала         | Не участвовала         | Не участвовала         | Не участвовала         | Не участвовала                      | Не участвовала                      | Не участвовала                      | Не участвовала                      | Не участвовала                      |              |
| 1970             | Не прошла квалификацию | Не прошла квалификацию | Не прошла квалификацию | Не прошла квалификацию | Не прошла квалификацию | Не прошла квалификацию | Не прошла квалификацию | 4                                   | 0                                   | 1                                   | 2                                   | 4-8                                 |              |
| 1974             | Не прошла квалификацию | Не прошла квалификацию | Не прошла квалификацию | Не прошла квалификацию | Не прошла квалификацию | Не прошла квалификацию | Не прошла квалификацию | 4                                   | 1                                   | 0                                   | 3                                   | 5-4                                 |              |
| 1978             | Не прошла квалификацию | Не прошла квалификацию | Не прошла квалификацию | Не прошла квалификацию | Не прошла квалификацию | Не прошла квалификацию | Не прошла квалификацию | 4                                   | 0                                   | 0                                   | 3                                   | 0-5                                 |              |
| 1982             | Не прошла квалификацию | Не прошла квалификацию | Не прошла квалификацию | Не прошла квалификацию | Не прошла квалификацию | Не прошла квалификацию | Не прошла квалификацию | 4                                   | 2                                   | 0                                   | 2                                   | 4-2                                 |              |
| 1986             | Не прошла квалификацию | Не прошла квалификацию | Не прошла квалификацию | Не прошла квалификацию | Не прошла квалификацию | Не прошла квалификацию | Не прошла квалификацию | 8                                   | 5                                   | 2                                   | 2                                   | 15-5                                |              |
| 1990             | Не прошла квалификацию | Не прошла квалификацию | Не прошла квалификацию | Не прошла квалификацию | Не прошла квалификацию | Не прошла квалификацию | Не прошла квалификацию | 6                                   | 2                                   | 3                                   | 1                                   | 7-3                                 |              |
| 1994             | Не прошла квалификацию | Не прошла квалификацию | Не прошла квалификацию | Не прошла квалификацию | Не прошла квалификацию | Не прошла квалификацию | Не прошла квалификацию | 13                                  | 9                                   | 0                                   | 1                                   | 35-6                                |              |
| 1998             | Групповой этап         | 31                     | 3                      | 0                      | 0                      | 3                      | 1-4                    | 15                                  | 9                                   | 4                                   | 1                                   | 51-12                               |              |
| 2002             | 1/8 финала             | 9                      | 4                      | 2                      | 1                      | 1                      | 5-3                    | Квалифицирована как хозяйка турнира | Квалифицирована как хозяйка турнира | Квалифицирована как хозяйка турнира | Квалифицирована как хозяйка турнира | Квалифицирована как хозяйка турнира |              |
| 2006             | Групповой этап         | 28                     | 3                      | 0                      | 1                      | 2                      | 2-7                    | 12                                  | 11                                  | 4                                   | 1                                   | 25-5                                |              |
| 2010             | 1/8 финала             | 9                      | 4                      | 2                      | 1                      | 1                      | 4-2                    | 14                                  | 8                                   | 0                                   | 2                                   | 23-9                                |              |
| 2014             | Групповой этап         | 29                     | 3                      | 0                      | 1                      | 2                      | 2-6                    | 14                                  | 8                                   | 0                                   | 3                                   | 30-8                                |              |
| 2018             | 1/8 финала             | 15                     | 4                      | 1                      | 1                      | 2                      | 6-7                    | 18                                  | 13                                  | 0                                   | 2                                   | 44-7                                |              |
| 2022             | 1/8 финала             | 9                      | 4                      | 2                      | 1                      | 1                      | 5-4                    | 18                                  | 15                                  | 0                                   | 2                                   | 58-6                                |              |
| 2026             | Квалифицировались      | Квалифицировались      | Квалифицировались      | Квалифицировались      | Квалифицировались      | Квалифицировались      | Квалифицировались      | Будет определено позднее            | Будет определено позднее            | Будет определено позднее            | Будет определено позднее            | Будет определено позднее            |              |
| Всего            | 1/8 финала             | 8/23                   | 25                     | 7                      | 6                      | 12                     | 25-33                  | 138                                 | 83                                  | 27                                  | 28                                  | 305-91                              |              |

### История матчей
| История выступления на чемпионатах мира | История выступления на чемпионатах мира | История выступления на чемпионатах мира | История выступления на чемпионатах мира | История выступления на чемпионатах мира |
| Год                                     | Раунд                                   | Соперник                                | Счет                                    | Результат                               |
| --------------------------------------- | --------------------------------------- | --------------------------------------- | --------------------------------------- | --------------------------------------- |
| 1998                                    | Групповой этап                          | Аргентина                               | 0-1                                     | Поражение                               |
| 1998                                    | Групповой этап                          | Хорватия                                | 0-1                                     | Поражение                               |
| 1998                                    | Групповой этап                          | Ямайка                                  | 1-2                                     | Поражение                               |
|                                         |                                         |                                         |                                         |                                         |
| 2002                                    | Групповой этап                          | Бельгия                                 | 2-2                                     | Ничья                                   |
| 2002                                    | Групповой этап                          | Россия                                  | 1-0                                     | Победа                                  |
| 2002                                    | Групповой этап                          | Тунис                                   | 2-0                                     | Победа                                  |
| 2002                                    | 1/8 финала                              | Турция                                  | 0-1                                     | Поражение                               |
|                                         |                                         |                                         |                                         |                                         |
| 2006                                    | Групповой этап                          | Австралия                               | 1-3                                     | Поражение                               |
| 2006                                    | Групповой этап                          | Хорватия                                | 0-0                                     | Ничья                                   |
| 2006                                    | Групповой этап                          | Бразилия                                | 1-4                                     | Поражение                               |
|                                         |                                         |                                         |                                         |                                         |
| 2010                                    | Групповой этап                          | Камерун                                 | 1-0                                     | Победа                                  |
| 2010                                    | Групповой этап                          | Нидерланды                              | 0-1                                     | Поражение                               |
| 2010                                    | Групповой этап                          | Дания                                   | 3-1                                     | Победа                                  |
| 2010                                    | 1/8 финала                              | Парагвай                                | 0-0 (3–5)                               | Ничья (поражение)                       |
|                                         |                                         |                                         |                                         |                                         |
| 2014                                    | Групповой этап                          | Кот-д’Ивуар                             | 1-2                                     | Поражение                               |
| 2014                                    | Групповой этап                          | Греция                                  | 0-0                                     | Ничья                                   |
| 2014                                    | Групповой этап                          | Колумбия                                | 1-4                                     | Поражение                               |
|                                         |                                         |                                         |                                         |                                         |
| 2018                                    | Групповой этап                          | Колумбия                                | 2-1                                     | Победа                                  |
| 2018                                    | Групповой этап                          | Сенегал                                 | 2-2                                     | Ничья                                   |
| 2018                                    | Групповой этап                          | Польша                                  | 0-1                                     | Поражение                               |
| 2018                                    | 1/8 финала                              | Бельгия                                 | 2-3                                     | Поражение                               |
|                                         |                                         |                                         |                                         |                                         |
| 2022                                    | Групповой этап                          | Германия                                | 2-1                                     | Победа                                  |
| 2022                                    | Групповой этап                          | Коста-Рика                              | 0-1                                     | Поражение                               |
| 2022                                    | Групповой этап                          | Испания                                 | 2-1                                     | Победа                                  |
| 2022                                    | 1/8 финала                              | Хорватия                                | 1-1(1–3)                                | Поражение                               |
|                                         |                                         |                                         |                                         |                                         |

### Выступления на кубке Азии по футболу
| Финальная стадия | Финальная стадия       | Финальная стадия       | Финальная стадия       | Финальная стадия       | Финальная стадия       | Финальная стадия       | Финальная стадия       |                                     | Квалификация                        | Квалификация                        | Квалификация                        | Квалификация                        | Квалификация |
| Год              | Раунд                  | Место                  | И                      | В                      | Н                      | П                      | Мячи                   | И                                   | В                                   | Н                                   | П                                   | Мячи                                |              |
| ---------------- | ---------------------- | ---------------------- | ---------------------- | ---------------------- | ---------------------- | ---------------------- | ---------------------- | ----------------------------------- | ----------------------------------- | ----------------------------------- | ----------------------------------- | ----------------------------------- | ------------ |
| 1956             | Снялась                | Снялась                | Снялась                | Снялась                | Снялась                | Снялась                | Снялась                | Снялась                             | Снялась                             | Снялась                             | Снялась                             | Снялась                             |              |
| 1960             | Снялась                | Снялась                | Снялась                | Снялась                | Снялась                | Снялась                | Снялась                | Снялась                             | Снялась                             | Снялась                             | Снялась                             | Снялась                             |              |
| 1964             | Снялась                | Снялась                | Снялась                | Снялась                | Снялась                | Снялась                | Снялась                | Снялась                             | Снялась                             | Снялась                             | Снялась                             | Снялась                             |              |
| 1968             | Не прошла квалификацию | Не прошла квалификацию | Не прошла квалификацию | Не прошла квалификацию | Не прошла квалификацию | Не прошла квалификацию | Не прошла квалификацию | 4                                   | 3                                   | 1                                   | 0                                   | 8-4                                 |              |
| 1972             | Снялась                | Снялась                | Снялась                | Снялась                | Снялась                | Снялась                | Снялась                | Снялась                             | Снялась                             | Снялась                             | Снялась                             | Снялась                             |              |
| 1976             | Не прошла квалификацию | Не прошла квалификацию | Не прошла квалификацию | Не прошла квалификацию | Не прошла квалификацию | Не прошла квалификацию | Не прошла квалификацию | 5                                   | 2                                   | 1                                   | 2                                   | 4-4                                 |              |
| 1980             | Снялась                | Снялась                | Снялась                | Снялась                | Снялась                | Снялась                | Снялась                | Снялась                             | Снялась                             | Снялась                             | Снялась                             | Снялась                             |              |
| 1984             | Снялась                | Снялась                | Снялась                | Снялась                | Снялась                | Снялась                | Снялась                | Снялась                             | Снялась                             | Снялась                             | Снялась                             | Снялась                             |              |
| 1988             | Групповой этап         | 10                     | 4                      | 0                      | 1                      | 3                      | 0-6                    | 4                                   | 2                                   | 1                                   | 1                                   | 6-3                                 |              |
| 1992             | Чемпион                | 1                      | 5                      | 3                      | 2                      | 0                      | 6-3                    | Квалифицирована как хозяйка турнира | Квалифицирована как хозяйка турнира | Квалифицирована как хозяйка турнира | Квалифицирована как хозяйка турнира | Квалифицирована как хозяйка турнира |              |
| 1996             | Групповой этап         | 5                      | 4                      | 3                      | 0                      | 1                      | 7-3                    | Квалифицирована как чемпион         | Квалифицирована как чемпион         | Квалифицирована как чемпион         | Квалифицирована как чемпион         | Квалифицирована как чемпион         |              |
| 2000             | Чемпион                | 1                      | 6                      | 5                      | 1                      | 0                      | 21-6                   | 3                                   | 3                                   | 0                                   | 0                                   | 15-0                                |              |
| 2004             | Чемпион                | 1                      | 6                      | 4                      | 2                      | 0                      | 13-6                   | Квалифицирована как чемпион         | Квалифицирована как чемпион         | Квалифицирована как чемпион         | Квалифицирована как чемпион         | Квалифицирована как чемпион         |              |
| 2007             | 4-е место              | 4                      | 6                      | 2                      | 3                      | 1                      | 11-7                   | 6                                   | 5                                   | 0                                   | 1                                   | 15-2                                |              |
| 2011             | Чемпион                | 1                      | 6                      | 4                      | 2                      | 0                      | 14-6                   | 6                                   | 5                                   | 0                                   | 1                                   | 17-4                                |              |
| 2015             | 1/4 финала             | 5                      | 4                      | 3                      | 1                      | 0                      | 8-1                    | Квалифицирована как чемпион         | Квалифицирована как чемпион         | Квалифицирована как чемпион         | Квалифицирована как чемпион         | Квалифицирована как чемпион         |              |
| 2019             | 2-е место              | 2                      | 7                      | 6                      | 0                      | 1                      | 12-6                   | 8                                   | 7                                   | 1                                   | 0                                   | 27-0                                |              |
| 2023             | 1/4 финала             | 7                      | 5                      | 3                      | 0                      | 2                      | 12-8                   | 8                                   | 8                                   | 0                                   | 0                                   | 46-2                                |              |
| Всего            | 4 титула               | 10/18                  | 53                     | 33                     | 12                     | 8                      | 104-52                 | 44                                  | 35                                  | 4                                   | 5                                   | 138-19                              |              |

## Форма
В настоящее время экипировкой сборную Японии обеспечивает компания Adidas, официальный технический спонсор команды. Домашняя форма состоит из синей футболки с красным квадратом на шее и белыми полосами на плечах, белых шорт и синих гетр. Гостевая форма состоит из белой футболки, синих шорт и белых гетр.
Дизайн формы национальной сборной претерпел в прошлом несколько изменений. В начале 1980-х годов форма была белой с синим узором. Когда Японию тренировал Кэндзо Ёкояма (1988—1991), форма была красной и белой, совпадая с цветами национального флага. На форме, которая была у сборной на Кубке Азии 1992, были изображены белые полосы с красными ромбами. Во время первого чемпионата мира Японии в 1998 году, форма национальной сборной состояла из синих футболок с красно-белым огненным дизайном на рукавах.
Домашняя
| 1917      | 1950—1975 | 1975—1979  | 1979—1980 | 1980—1983 | 1983—1986 | 1986—1987                         | 1988—1991 |
| 1991—1992 | 1992—1996 | 1996—1998  | 1998—1999 | 1999—2000 | 2000—2002 | 2002—2004                         | 2004—2006 |
| 2006—2008 | 2008—2010 | 2010—2012  | 2012—2014 | 2014—2016 | 2016—2017 | 7 июня 2017 · (игра против Сирии) | 2018—2020 |
| 2020—2022 | 2022—2024 | 2024—н. в. |           |           |           |                                   |           |

Гостевая
| 1980—1981 | 1984—1985 | 1985       | 1992      | 1998—1999 | 1999—2000 | 2000—2002 | 2002—2004 |
| 2004—2006 | 2006—2008 | 2008—2010  | 2010—2012 | 2012—2014 | 2014—2016 | 2016—2018 | 2018—2020 |
| 2020—2022 | 2022—2024 | 2024—н. в. |           |           |           |           |           |

Источники:,

## Спонсорство
Япония — одна из самых спонсируемых национальных сборных в мире. В 2006 году её спонсорский доход составил более 16.5 миллионов фунтов стерлингов. Главными спонсорами команды являются: Kirin, Adidas, Sony, Saison Card International, FamilyMart, Fujifilm, Japan Airlines и Nissan.

## Текущий состав
Следующие игроки были вызваны в состав сборной главным тренером Хадзимэ Мориясу для участия в матчах  отборочного турнира чемпионата мира 2026 против сборной Индонезии (15 ноября 2024) и сборной Китая (19 ноября 2024).
Игры и голы приведены по состоянию на 19 ноября 2024 года:
|  | Вр  | Дзион Судзуки       | 21 августа 2002 (22 года) | 16  | 0  | Парма                    |  |  |
|  | Вр  | Кейсуке Осако       | 28 июля 1999 (25 лет)     | 8   | 0  | Санфречче Хиросима       |  |  |
|  | Вр  | Косей Тани          | 22 ноября 2000 (24 года)  | 2   | 0  | Матида Зельвия           |  |  |
|  |     |                     |                           |     |    |                          |  |  |
|  | Защ | Юто Нагатомо        | 12 сентября 1986 (38 лет) | 142 | 4  | Токио                    |  |  |
|  | Защ | Ко Итакура          | 27 января 1997 (28 лет)   | 35  | 2  | Боруссия Мёнхенгладбах   |  |  |
|  | Защ | Коки Матида         | 25 августа 1997 (27 лет)  | 16  | 0  | Юнион Сент-Жиллуаз       |  |  |
|  | Защ | Юкинари Сугавара    | 28 июня 2000 (25 лет)     | 14  | 2  | Саутгемптон              |  |  |
|  | Защ | Дайки Хасиока       | 17 мая 1999 (26 лет)      | 11  | 0  | Лутон Таун               |  |  |
|  | Защ | Аюму Сэко           | 7 июня 2000 (25 лет)      | 4   | 0  | Грассхоппер              |  |  |
|  | Защ | Кота Такаи          | 4 сентября 2004 (20 лет)  | 1   | 0  | Кавасаки Фронтале        |  |  |
|  | Защ | Хироки Секине       | 11 августа 2002 (22 года) | 0   | 0  | Реймс                    |  |  |
|  |     |                     |                           |     |    |                          |  |  |
|  | ПЗ  | Ватару Эндо         | 9 февраля 1993 (32 года)  | 67  | 4  | Ливерпуль                |  |  |
|  | ПЗ  | Такуми Минамино     | 16 января 1995 (30 лет)   | 65  | 24 | Монако                   |  |  |
|  | ПЗ  | Дзюнъя Ито          | 9 марта 1993 (32 года)    | 60  | 14 | Реймс                    |  |  |
|  | ПЗ  | Рицу Доан           | 16 июня 1998 (27 лет)     | 55  | 10 | Фрайбург                 |  |  |
|  | ПЗ  | Такэфуса Кубо       | 4 июня 2001 (24 года)     | 40  | 5  | Реал Сосьедад            |  |  |
|  | ПЗ  | Хидэмаса Морита     | 10 мая 1995 (30 лет)      | 39  | 6  | Спортинг Лиссабон        |  |  |
|  | ПЗ  | Даити Камада        | 5 августа 1996 (28 лет)   | 38  | 8  | Кристал Пэлас            |  |  |
|  | ПЗ  | Ао Танака           | 10 сентября 1998 (26 лет) | 30  | 8  | Лидс Юнайтед             |  |  |
|  | ПЗ  | Каору Митома        | 20 мая 1997 (28 лет)      | 26  | 8  | Брайтон энд Хоув Альбион |  |  |
|  | ПЗ  | Кэйто Накамура      | 28 июля 2000 (24 года)    | 14  | 8  | Реймс                    |  |  |
|  | ПЗ  | Рэо Хататэ          | 21 ноября 1997 (27 лет)   | 10  | 0  | Селтик                   |  |  |
|  | ПЗ  | Дзёэру Тима Фудзита | 16 февраля 2002 (23 года) | 2   | 0  | Сент-Трюйден             |  |  |
|  |     |                     |                           |     |    |                          |  |  |
|  | Нап | Кёго Фурухаси       | 20 января 1995 (30 лет)   | 22  | 5  | Ренн                     |  |  |
|  | Нап | Дайдзэн Маэда       | 20 октября 1997 (27 лет)  | 22  | 4  | Селтик                   |  |  |
|  | Нап | Коки Огава          | 8 августа 1997 (27 лет)   | 9   | 9  | НЕК Неймеген             |  |  |
|  | Нап | Юки Охаси           | 27 июля 1996 (28 лет)     | 1   | 0  | Блэкберн Роверс          |  |  |

## Рекордсмены

### Наибольшее количество матчей

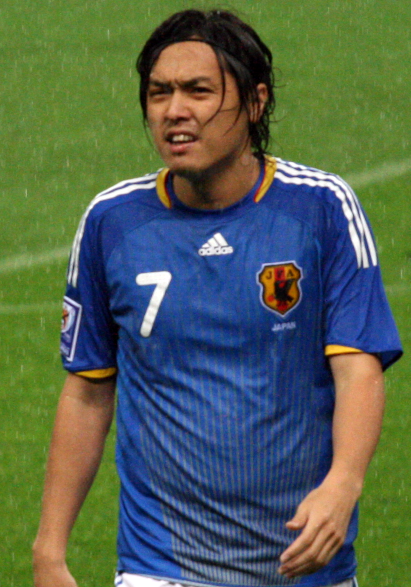
Ясухито Эндо - рекордсмен по количеству матчей за сборную Японии

По состоянию на 19 ноября 2024 года
| # | Игрок            | Игры | Голы | Годы       |
| - | ---------------- | ---- | ---- | ---------- |
| 1 | Ясухито Эндо     | 152  | 15   | 2002-2015  |
| 2 | Юто Нагатомо     | 142  | 4    | 2008-н. в. |
| 3 | Мая Ёсида        | 126  | 12   | 2010-2022  |
| 4 | Масами Ихара     | 122  | 5    | 1988-1999  |
| 5 | Синдзи Окадзаки  | 119  | 50   | 2008-2019  |
| 6 | Ёсикацу Кавагути | 116  | 0    | 1997-2010  |
| 7 | Макото Хасэбэ    | 114  | 2    | 2006-2018  |
| 8 | Юдзи Накадзава   | 110  | 17   | 1999-2010  |
| 9 | Сюнсукэ Накамура | 98   | 24   | 2000-2010  |
| 9 | Кейсуке Хонда    | 98   | 37   | 2008-2018  |

### Лучшие бомбардиры

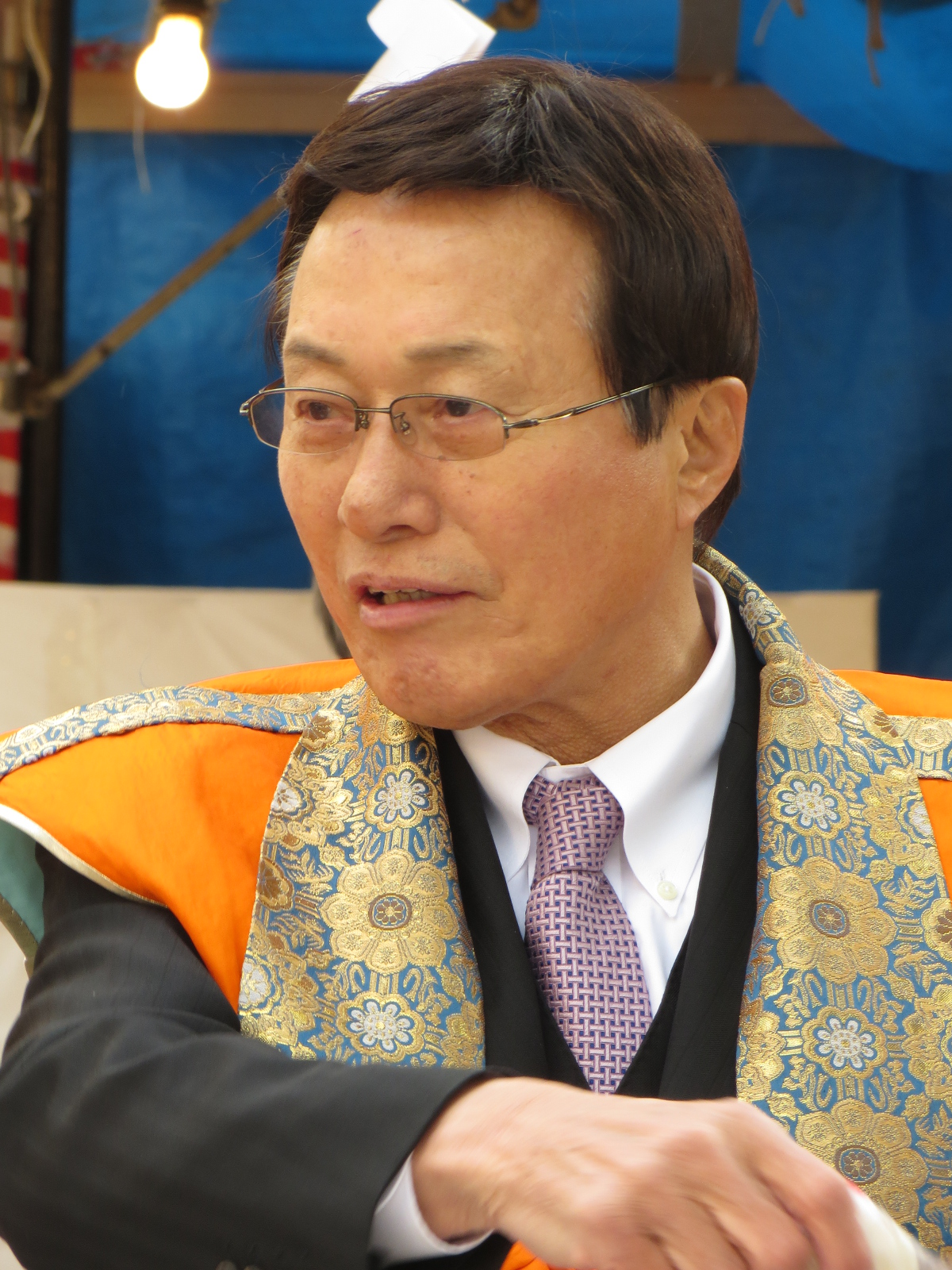
Кунисигэ Камамото - лучший бомбардир сборной Японии

По состоянию на 19 ноября 2024 года
| #  | Игрок             | Голы | Голы | Игры | Соотношение игры/голы | Годы       |
| -- | ----------------- | ---- | ---- | ---- | --------------------- | ---------- |
| 1  | Кунисигэ Камамото | 75   | 75   | 76   | 0,99                  | 1964–1977  |
| 2  | Кадзуёси Миура    | 55   | 55   | 89   | 0,62                  | 1990–2000  |
| 3  | Синдзи Окадзаки   | 50   | 50   | 119  | 0,61                  | 2008-2019  |
| 4  | Хироми Хара       | 37   | 37   | 75   | 0,49                  | 1978–1988  |
| 4  | Кейсуке Хонда     | 37   | 37   | 98   | 0,48                  | 2008-2018  |
| 6  | Синдзи Кагава     | 31   | 31   | 97   | 0,44                  | 2008–2019  |
| 7  | Такуя Такаги      | 27   | 27   | 44   | 0,42                  | 1992–1997  |
| 8  | Кадзуси Кимура    | 26   | 26   | 54   | 0,38                  | 1979–1986  |
| 9  | Юя Осако          | 25   | 25   | 57   | 0,32                  | 2013–1922  |
| 10 | Такуми Минамино   | 24   | 64   | 64   | 0,38                  | 2015-н. в. |